# 1027 w polityce

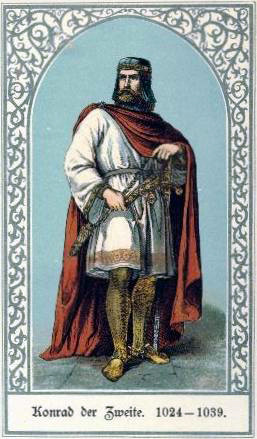
Konrad II Salicki, król niemiecki i cesarz rzymski

Wydarzenia polityczne w 1027 roku.

## Wydarzenia
- Konrad II Salicki zostaje koronowany na cesarza rzymskiego[1][2].
- Henryk I[3] zostaje koronowany na króla Francji.
- Henryk III Plantagenet zaczyna osobiście sprawować rządy w Anglii[4].